# José Lai Hung-seng
José Lai Hung-seng (in cinese: 黎鴻昇; Macao, 14 gennaio 1946) è un vescovo cattolico cinese, dal 16 gennaio 2016 vescovo emerito di Macao.

## Biografia
José Lai Hung-seng è nato a Taipa, un quartiere di Macao, il 14 gennaio del 1946 da José Paulo Lai Sio Kei e Maria Celestina Tchoi Lao Mei. Il 7 ottobre del 1950, José Lai fu battezzato dall'allora parroco della chiesa della Nostra Signora del Carmine, António Ngan.
Il 5 settembre del 1958, entrò al Seminario di San Giuseppe per completare gli studi secondari e conseguì un dottorato in filosofia, dopo aver completato gli studi primari presso Scuola João Paulino (situata a Taipa). Nel giugno del 1967, si recò a frequentare i corsi di teologia presso il seminario diocesano di Leiria (in Portogallo). Poco dopo aver completato il corso nel mese di giugno del 1971, con il permesso del vescovo di Macao, José Paulo Tavares, andò a studiare a Grottaferrata (Roma). Durante sei mesi, insieme a molti sacerdoti e seminaristi provenienti da vari paesi del mondo han partecipato alle attività di vita spirituale del Movimento dei focolari.

### Sacerdozio
Nel mese di aprile 1972, dopo molti anni all'estero, ritornò Macao dove, il 28 ottobre dello stesso anno, insieme a João Evangelista Lau Him Sang e Jacob Tchong, è stato ordinato sacerdote dal vescovo Paul José Tavares, nella Chiesa di Nostra Signora di Fatima. Dopo l'ordinazione, gli venne affidata la Parrocchia di Nostra Signora di Fatima. Oltre a svolgere servizio pastorale, anche insegnato teologia presso la Scuola Chan Yun e la Scuola Luso-Cinese "Sir Robert Ho Tung."
Nel novembre del 1975, fu inviato nella parrocchia di San Giuseppe (Singapore) per servire le comunità portoghesi e inglesi.
Nel febbraio del 1978, tornato a Macao ed è stato nominato Rettore del Seminario di San Giuseppe dall'allora vescovo di Macao, Monsignor Arquimínio Rodrigues da Costa. È stato anche professore di religione ed etica al Collegio Diocesano di San Giuseppe. È stato anche inviato ad insegnare le materie religiose e la catechesi nella prigione di Macao.
Il 21 dicembre del 1987, fu eletto canonico della Cattedrale di Macao. Nel gennaio del 2000 divenne parroco della Cattedrale.

### Episcopato
Papa Giovanni Paolo II lo ha nominato, il 20 marzo 2001, vescovo coadiutore della diocesi di Macao. Riceve la consacrazione episcopale nella cattedrale di Macao il 2 giugno dello stesso anno, domenica di Pentecoste, dal vescovo di Macao Domingos Lam Ka Tseung. Co-consacranti sono stati il vescovo emerito di Macao Arquimínio Rodrigues da Costa e il cardinale John Tong Hon. In conformità con il Codice di Diritto Canonico, è succeduto alla guida della diocesi il 30 giugno del 2003, a 58 anni, in seguito al ritiro per raggiunti limiti di età del vescovo Dominigos Lam Ka Tseung.
Fin dall'inizio del suo episcopato, ha prestato più attenzione a diverse questioni: un migliore utilizzo delle risorse economiche della diocesi, una formazione più profonda dei cristiani cattolici, e una più stretta cooperazione tra tutti i fedeli.
José Lai Hung-seng parla diverse lingue, come il cantonese, l'inglese, il portoghese.

## Genealogia episcopale
La genealogia episcopale è:
- Cardinale Scipione Rebiba
- Cardinale Giulio Antonio Santori
- Cardinale Girolamo Bernerio, O.P.
- Arcivescovo Galeazzo Sanvitale
- Cardinale Ludovico Ludovisi
- Cardinale Luigi Caetani
- Cardinale Ulderico Carpegna
- Cardinale Paluzzo Paluzzi Altieri degli Albertoni
- Papa Benedetto XIII
- Papa Benedetto XIV
- Papa Clemente XIII
- Cardinale Bernardino Giraud
- Cardinale Alessandro Mattei
- Cardinale Pietro Francesco Galleffi
- Cardinale Giacomo Filippo Fransoni
- Cardinale Carlo Sacconi
- Cardinale Edward Henry Howard
- Cardinale Mariano Rampolla del Tindaro
- Cardinale Rafael Merry del Val
- Arcivescovo Duarte Leopoldo e Silva
- Arcivescovo Paulo de Tarso Campos
- Cardinale Agnelo Rossi
- Cardinale John Baptist Wu Cheng-chung
- Vescovo Arquimínio Rodrigues da Costa
- Vescovo Domingos Lam Ka Tseung
- Vescovo José Lai Hung-seng